# 拉瓦尔克
拉瓦尔克（法語：La Walck，法語發音：[la valk]）是法国下莱茵省的一个旧市镇，属于阿格诺-维桑堡区。2016年1月1日，拉瓦尔克和相邻的另外2个市镇合并成为新市镇瓦勒德莫代尔。

## 地理
拉瓦尔克（48°50'59"N, 7°36'39"E）面积0.68 平方千米，位于法国大東部大區下莱茵省，该省份为法国大陆部分最东部的省份，是阿尔萨斯的一部分，今与上莱茵省组成了阿尔萨斯欧洲集体，其南至上莱茵省，西南接孚日省和默尔特-摩泽尔省，西接摩泽尔省，北与德国接壤，东侧沿莱茵河与德国相望。
与拉瓦尔克接壤的市镇（或旧市镇、城区）包括：比乔芬、金德维莱尔、于伯拉赫。
拉瓦尔克的时区为UTC+01:00、UTC+02:00（夏令时）。

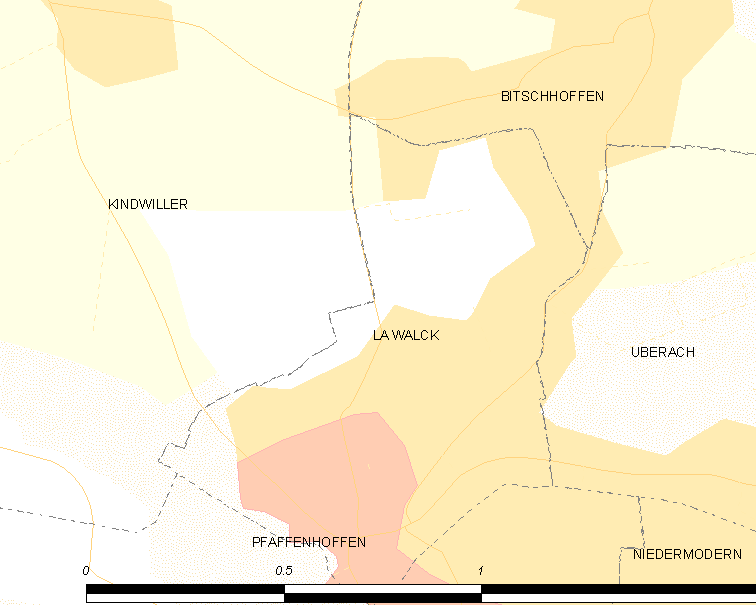
拉瓦尔克的OSM定位图

## 行政
拉瓦尔克的邮政编码为67350，INSEE市镇编码为67512。

## 政治
拉瓦尔克所属的省级选区为賴什索芬縣。

## 人口

1962-2008年间拉瓦尔克人口变化图示

拉瓦尔克于2018年1月1日时的人口数量为1042人。